# Rhacolepis
Rhacolepis — вимерлий рід променеперих риб  з крейдяної формації Сантана в Бразилії. Ця невелика (близько 25 см) риба належить до найчисельніших членів іхтіофауни формації Сантана. Відомо багато винятково збережених екземплярів, зокрема, 2016 було описано два зразки R. buccalis із закамʼянілим серцем.

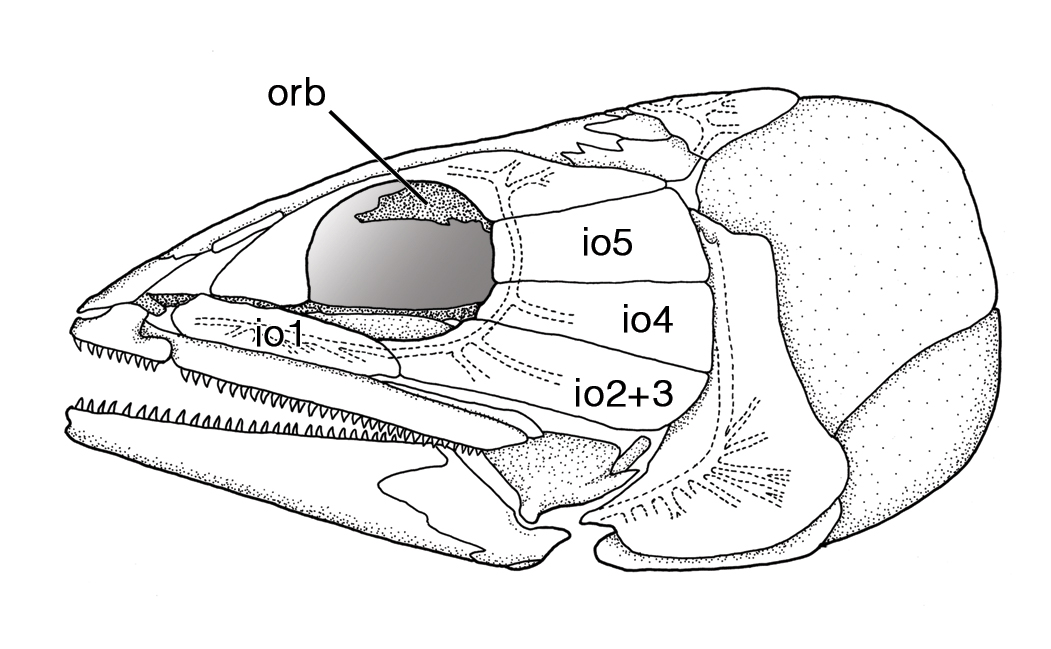
Череп R. buccalis